# Puchar Świata w kombinacji norweskiej 2007/2008
Sezon 2007/2008 Pucharu Świata w kombinacji norweskiej rozpoczął się 30 listopada 2007 w fińskiej Ruce w Gundersenie, zaś ostatnie zawody z tego cyklu zaplanowano na 9 marca 2008 w stolicy Norwegii - Oslo.
Puchar Świata rozegrany zostanie w 7 krajach i 13 miastach. Wszystkie starty odbędą się na Starym kontynencie. Najwięcej konkursów rozegranych zostanie w czeskim Libercu - 3 razy, zaś najwięcej zawodów zorganizują Niemcy - 5 razy.
Obrońcą tytułu był Fin Hannu Manninen.
Ostateczny kalendarz zawodów został zatwierdzony dnia 27 maja w Portorožu.
Zwycięzcą został Niemiec Ronny Ackermann, który po raz trzeci zdobył kryształową kulę. Wyprzedził on o 196 punktów Norwega Tande i o 272 oczka Amerykanina Billa Demonga. Ackermann wygrał ponadto klasyfikację sprinterską, wyprzedzając o 4 punkty Francuza Jasona Lamy-Chappuis.

## Kalendarz i wyniki
| Lp  | Data                | Miejscowość             | Konkurencja                   | 1. miejsce          | 2. miejsce          | 3. miejsce        |
| --- | ------------------- | ----------------------- | ----------------------------- | ------------------- | ------------------- | ----------------- |
| 1.  | 30 listopada 2007   | Ruka                    | Gundersen K120/15 km          | Ronny Ackermann     | Johnny Spillane     | Christoph Bieler  |
| 2.  | 1 grudnia 2007      | Ruka                    | Sprint K120/7,5 km            | Björn Kircheisen    | Hannu Manninen      | Bill Demong       |
| 3.  | 8 grudnia 2007      | Trondheim               | Gundersen K120/15 km          | Bill Demong         | Björn Kircheisen    | Ronny Ackermann   |
| 4.  | 9 grudnia 2007      | Trondheim               | Sprint K120/7,5 km            | Christoph Bieler    | Jason Lamy Chappuis | Bernhard Gruber   |
| 5.  | 15 grudnia 2007     | Ramsau                  | Start masowy K90/10 km        | Björn Kircheisen    | Bernhard Gruber     | Petter Tande      |
| 6.  | 16 grudnia 2007     | Ramsau                  | Sprint K90/7,5 km             | Björn Kircheisen    | Ronny Ackermann     | Tino Edelmann     |
| 7.  | 30 grudnia 2007     | Oberhof                 | Gundersen K120/15 km          | Magnus Moan         | Bill Demong         | Petter Tande      |
| 8.  | 5 stycznia 2008     | Schonach im Schwarzwald | Sprint K90/7,5 km             | Jason Lamy Chappuis | Bill Demong         | Magnus Moan       |
| 9.  | 6 stycznia 2008     | Schonach im Schwarzwald | Gundersen K90/15 km           | Petter Tande        | Hannu Manninen      | Ronny Ackermann   |
| 10. | 12 stycznia 2008    | Predazzo                | Gundersen K120/15 km          | Ronny Ackermann     | Bill Demong         | Sebastian Haseney |
| 11. | 13 stycznia 2008    | Predazzo                | Sprint K120/7,5 km            | Sebastian Haseney   | Jason Lamy Chappuis | David Kreiner     |
| 12. | 19/20 stycznia 2008 | Klingenthal             | Start masowy K125/10 km       | Eric Frenzel        | Ronny Ackermann     | Anssi Koivuranta  |
| 13. | 20 stycznia 2008    | Klingenthal             | Sprint K125/7,5 km            | Ronny Ackermann     | Eric Frenzel        | David Kreiner     |
| 14. | 26 stycznia 2008    | Seefeld in Tirol        | Sprint K90/7,5 km             | Christoph Bieler    | Magnus Moan         | Ronny Ackermann   |
| 15. | 27 stycznia 2008    | Seefeld in Tirol        | Sprint K90/7,5 km             | Jason Lamy Chappuis | Bernhard Gruber     | Christoph Bieler  |
| 16. | 15 lutego 2008      | Liberec                 | Sprint K120/10 km             | Odwołany            | Odwołany            | Odwołany          |
| 17. | 16 lutego 2008      | Liberec                 | Start masowy K120/10 km       | Petter Tande        | Anssi Koivuranta    | Ronny Ackermann   |
| 18. | 17 lutego 2008      | Liberec                 | Sprint K120/7,5 km            | Odwołany            | Odwołany            | Odwołany          |
| 19. | 23 lutego 2008      | Zakopane                | Start masowy K120/10 km       | Odwołany            | Odwołany            | Odwołany          |
| 20. | 24 lutego 2008      | Zakopane                | Sprint K120/7,5 km            | Bernhard Gruber     | Tommy Schmid        | Bill Demong       |
| 21. | 29 lutego 2008      | Lahti                   | Gundersen K116/15 km          | Petter Tande        | Eric Frenzel        | Ronny Ackermann   |
| 22. | 1 marca 2008        | Lahti                   | Sprint Huraganowy K116/7,5 km | Odwołany            | Odwołany            | Odwołany          |
| 23. | 8 marca 2008        | Oslo                    | Gundersen K120/15 km          | Bernhard Gruber     | Christoph Bieler    | Ronny Ackermann   |
| 24. | 9 marca 2008        | Oslo                    | Sprint K120/7,5 km            | Petter Tande        | Mario Stecher       | Bernhard Gruber   |

## Klasyfikacje
| Lp. | Zawodnik            | Punkty |
| 1.  | Ronny Ackermann     | 1174   |
| 2.  | Petter Tande        | 978    |
| 3.  | Bill Demong         | 902    |
| 4.  | Bernhard Gruber     | 894    |
| 5.  | Jason Lamy Chappuis | 776    |
| 6.  | Christoph Bieler    | 766    |
| 7.  | Eric Frenzel        | 752    |
| 8.  | Björn Kircheisen    | 676    |
| 9.  | Magnus Moan         | 667    |
| 10. | David Kreiner       | 622    |

| Lp. | Zawodnik            | Punkty |
| 1.  | Ronny Ackermann     | 508    |
| 2.  | Jason Lamy Chappuis | 504    |
| 3.  | Bernhard Gruber     | 497    |
| 4.  | Christoph Bieler    | 468    |
| 5.  | Petter Tande        | 396    |
| 6.  | Bill Demong         | 394    |
| 7.  | Magnus Moan         | 332    |
| 8.  | Björn Kircheisen    | 314    |
| 9.  | Eric Frenzel        | 312    |
| 10. | David Kreiner       | 304    |

| Lp. | Zawodnik          | Punkty |
| 1.  | Niemcy            | 3138   |
| 2.  | Austria           | 2423   |
| 3.  | Norwegia          | 2003   |
| 4.  | Finlandia         | 1146   |
| 5.  | Stany Zjednoczone | 1139   |
| 6.  | Francja           | 905    |
| 7.  | Japonia           | 620    |
| 8.  | Szwajcaria        | 380    |
| 9.  | Czechy            | 187    |
| 10. | Włochy            | 11     |
| 10. | Rosja             | 11     |